# Râul Haradros
Haradros este un râu din partea de NV a Greciei. Are obârșia în munții Panhaiko și traversează municipalitățile Rio și Patras. Cursul superior se desfășoară într-o zonă montană împădurită și se varsă în Golful Corint, la 1 km NV de Patras.